# Esperança (álbum de Diante do Trono)
Esperança  é o sétimo álbum ao vivo da banda brasileira Diante do Trono, gravado em julho de 2004 e lançado no mesmo ano.
Este é o último álbum com a participação de Maximiliano Moraes como vocalista do Diante do Trono.
Vendas
Em 1 dia o CD vendeu mais de 100 mil cópias. O disco saiu com uma tiragem inicial de 300 mil, e em pouco tempo de lançamento já havia à vendido, garantindo antes da gravação do próximo projeto, mais um Disco de Platina para o grupo.
O CD vendeu mais de 700.000 cópias, recebendo a certificação de Disco de Diamante. O DVD vendeu mais de 220.000 cópias, sendo certificado como Disco de Diamante Duplo.

## História
| Críticas profissionais | Críticas profissionais |
| Avaliações da crítica  | Avaliações da crítica  |
| Fonte                  | Avaliação              |
| ---------------------- | ---------------------- |
| Super Gospel           | (favorável)            |
| O Propagador           | [ 1 ]                  |

No anterior à gravação do Esperança, o grupo mineiro lançou o álbum Quero Me Apaixonar, gravado na Aeroporto Campo de Marte, em São Paulo.
O grupo mais uma vez reafirmou seu propósito de realizar grandes ajuntamentos de adoradores em suas gravações, quando nesta trouxe, segundo a Polícia Civil, 1.200.000 pessoas ao Centro Administrativo da Bahia. O álbum contém músicas que falam da confiança e da espera em Deus.
A canção "Esperança" foi escrita em um momento de lágrimas na vida de Ana Paula Valadão, já que há três anos que a cantora tentava engravidar, mas não conseguia. Quando Ana Paula esteve no último mês do tratamento médico, ela engravidou sem precisar fazer a inseminação artificial. Hoje Ana Paula Valadão tem dois filhos, Isaque (nascido em 2006) e Benjamim (nascido em 2009).
Pelo Troféu Talento de 2005, o álbum Esperança ganhou os prêmios de Melhor CD de Louvor e Adoração e Melhor CD do Ano, o Diante do Trono foi premiado como Grupo do Ano.
Posteriormente, a faixa-título foi regravada no álbum comemorativo Tempo de festa, além de ter sido alterada para uma nova roupagem (já que a versão original é apenas de piano e cordas) para o álbum comemorativo Renovo, posteriormente sendo traduzida para o alemão. A faixa "Quem é deus como o nosso Deus?"  foi regravada para os  álbuns comemorativos Com intensidade e Renovo, sendo posteriormente traduzida para o alemão e finlandês. Já a faixa "Tua presença" está presente no comemorativo Renovo, e foi traduzida para o alemão. A faixa "Eis-me aqui" foi regravada para o álbum Aleluia, sendo essa versão traduzida para o finlândes.

## Faixas
CD
| Faixa | Título                         | Compositor        | Vocais                                               | Duração |
| ----- | ------------------------------ | ----------------- | ---------------------------------------------------- | ------- |
| 1     | Quem é deus Como o Nosso Deus? | Ana Paula Valadão | Ana Paula Valadão                                    | 6:29    |
| 2     | Descanso em Deus               | Ana Paula Valadão | Ana Paula Valadão                                    | 6:21    |
| 3     | A Cada Manhã                   | Ana Paula Valadão | Ana Paula Valadão                                    | 4:22    |
| 4     | Tua Presença                   | Ana Paula Valadão | Ana Paula Valadão                                    | 5:47    |
| 5     | Quando a Tempestade Vem        | Ana Paula Valadão | Graziela Santos, Helena Tannure & Maximiliano Moraes | 4:40    |
| 6     | Esperança                      | Ana Paula Valadão | Ana Paula Valadão                                    | 7:24    |
| 7     | Meu Filho, Não Temas           | André Valadão     | André Valadão                                        | 11:37   |
| 8     | Eis-me Aqui                    | Ana Paula Valadão | Ana Paula Valadão                                    | 8:22    |
| 9     | Isaías 53                      | Ana Paula Valadão | Ana Paula Valadão                                    | 5:48    |
| 10    | Tu és a Minha Coroa            | Ana Paula Valadão | Nívea Soares                                         | 6:56    |
| 11    | Salvador                       | Ana Paula Valadão | Ana Paula Valadão                                    | 5:49    |

DVD
| Título                         | Vocais                                               |
| ------------------------------ | ---------------------------------------------------- |
| Salmos 115                     | Ana Caroline Lacerda                                 |
| Quem é deus Como o Nosso Deus? | Ana Paula Valadão                                    |
| Palavra-Descanso               | Ana Paula Valadão                                    |
| Descanso em Deus               | Ana Paula Valadão                                    |
| A Cada Manhã                   | Ana Paula Valadão                                    |
| Tua Presença                   | Ana Paula Valadão                                    |
| Quando a Tempestade Vem        | Graziela Santos, Helena Tannure & Maximiliano Moraes |
| Palavra-Esperança              | Ana Paula Valadão                                    |
| Esperança                      | Ana Paula Valadão                                    |
| Meu Filho, Não Temas           | André Valadão                                        |
| Eis-me Aqui                    | Ana Paula Valadão                                    |
| Isaías 53                      | Ana Paula Valadão                                    |
| Clamor Pela Nação              | Ana Paula Valadão                                    |
| Espontâneo                     | Ana Paula Valadão                                    |
| Tu és a Minha Coroa            | Nívea Soares                                         |
| Salvador                       | Ana Paula Valadão                                    |